# Izomorfizm liniowy
Izomorfizm liniowy – izomorfizm grup liniowych, postaci {\displaystyle \psi _{P}(X)=PXP^{-1},} gdzie {\displaystyle P} jest macierzą pełnej grupy liniowej, a zmienna {\displaystyle X} jest macierzą grupy liniowej tego samego wymiaru nad tym samym ciałem.